# 扎里奇恰 (瓦西里基夫區)
50°8′54″N 30°25′13″E / 50.14833°N 30.42028°E
扎里奇恰（烏克蘭語：Заріччя）是位於烏克蘭北部的村莊，由基辅州奧布希夫區的瓦西利基夫市鎮負責管轄。該村面積5.05平方公里，海拔高度116米，2001年人口222，人口密度每平方公里43.9人。